# ZLL/ZLTO

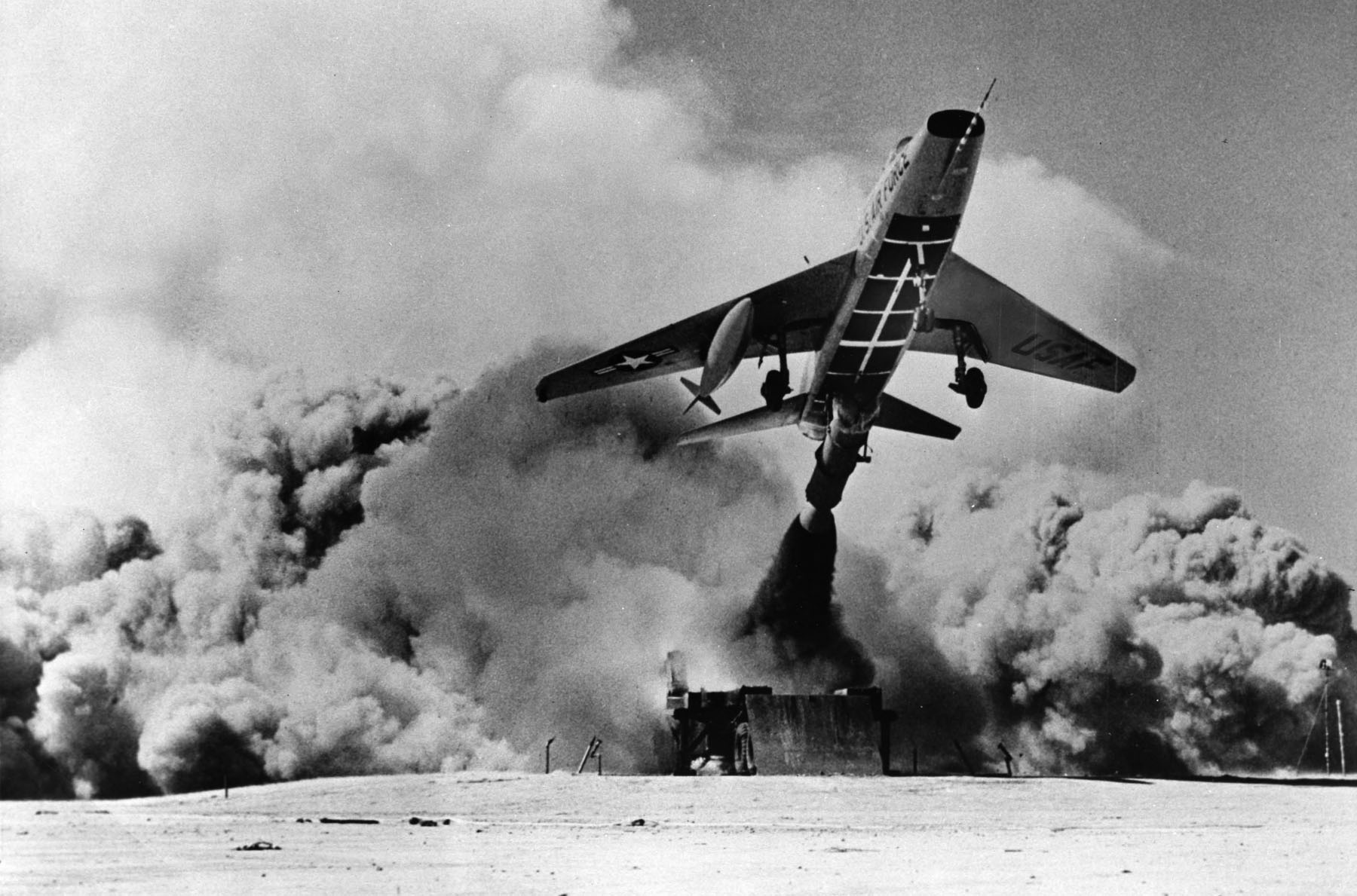
Un F-100D-60-NA (sn 56-2904) durante un lancio senza corsa di decollo.

La sigla ZLL (dall'inglese Zero Length Launch, "lancio a lunghezza zero") o ZLTO (Zero Length Take-Off, "decollo a lunghezza zero") indica un sistema di lancio per aerei senza corsa di decollo.
Era costituito da una piattaforma di lancio trasportabile su cui era installato un aereo da caccia a  reazione appositamente modificato con dei razzi che permettevano il decollo senza il bisogno di una pista.

## Storia del progetto
L'idea di utilizzare aerei da attacco che fossero svincolati da una struttura aeroportuale facilmente individuabile dal nemico ebbe i primi tentativi di sviluppo in Germania durante la seconda guerra mondiale che risultarono nel caccia intercettore sperimentale Bachem Ba 349.
A partire dagli anni cinquanta, durante la guerra fredda, furono studiate da una parte e dall'altra della cortina di ferro delle soluzioni per permettere la rapida ridisposizione di aerei da attacco (anche dotati di armi atomiche) in modo da garantire la difesa aerea o la capacità di attacco anche in assenza di infrastrutture potenzialmente vulnerabili come gli aeroporti.

### ZELMAL

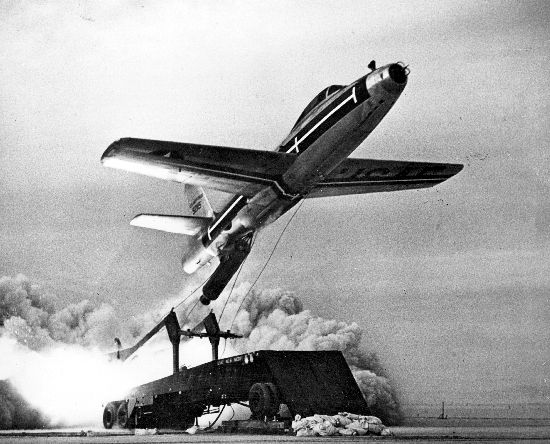
Un F-84 durante un lancio senza corsa di decollo

La United States Air Force promosse il suo sistema di lancio con il programma Zero Length Launch Mat Landing in cui un caccia EF-84G era "sparato" in aria da un razzo a propellente solido (lo stesso che equipaggiava il missile da crociera MGM-1 Matador) che si sganciava automaticamente una volta esaurito. La fase di atterraggio prevedeva l'aggancio dell'aereo con un sistema analogo a quello impiegato sulle portaerei ma che, invece di decelerare lungo una piccola pista di atterraggio, cadeva su un materasso gonfiabile (prodotto dalla Goodyear) di 25 metri per 245. Il primo test senza pilota fu condotto il 15 dicembre 1953 presso la Edwards Air Force Base, seguito, il 5 gennaio del 1954, dal primo decollo con ai comandi il pilota collaudatore Robert Turner. Turner atterrò in questo ed in un test successivo in maniera convenzionale, ma gli atterraggi sul materasso (iniziati nel giugno del 1954) si dimostrarono assai problematici. In uno il gancio di arresto strappò il materasso, risultando nella distruzione dell'aereo e gravi ferite per il pilota, negli altri due il materasso resistette, ma la decelerazione risultò essere troppo brusca, provocando danni al collo e alla schiena dei piloti. Dopo 28 lanci, il programma ZELMAL fu terminato.

### ZLL
Nel 1957 la USAF iniziò un nuovo programma focalizzandosi sull'impiego di un aereo da attacco con munizionamento nucleare in grado di essere trasportato e lanciato da un rimorchio di autocarro. L'idea alla base del progetto era quella di impedire, durante la prima ondata di attacchi di un invasore, la localizzazione e la distruzione degli aerei con armamento nucleare, dal momento che questi potevano essere nascosti ovunque. Fu scelto l'F-100 Super Sabre che aveva un peso doppio dell'F-84 ma era in grado di trasportare un'arma nucleare sul territorio sovietico. Il booster, montato nella parte inferiore posteriore della fusoliera, fu sviluppato dalla Rocketdyne e forniva una spinta di 587 kN per 4 secondi, sufficiente ad accelerare l'aereo ad una velocità di 450 km/h e ad un'altezza di 120 metri. Il primo lancio con pilota avvenne, con successo, il 26 marzo 1958. Al lancio successivo il razzo non si separò come previsto una volta esaurita la spinta ed il pilota fu costretto ad eiettarsi. Il disegno fu modificato introducendo dei bulloni esplosivi che garantivano la separazione ed il programma proseguì senza altri incidenti fino all'ultimo volo effettuato il 26 agosto 1959. Furono modificati in configurazione ZLL un totale di 148 F-100.
Parallelamente, anche l'aeronautica militare dell'Unione Sovietica studiò (dal 1955) alcuni sistemi ZLL modificando un MiG-19 (ridenominato SM-30) con un impianto con le stesse prestazioni dell'F-100 statunitense. Al posto della pinna ventrale fu installato un razzo ausiliario a combustibile solido PRD-22. La fusoliera fu irrobustita per sopportare le sollecitazioni del lancio, così come fu modificato il poggiatesta del pilota per evitargli colpi di frusta. Il primo lancio, con un SM-30 telecomandato, avvenne nell'autunno del 1956, mentre, nell'aprile del 1957, ci fu il primo volo con il pilota collaudatore Georgi Shiyanov ai comandi. Dal momento che il parafreno del MiG era insufficiente a garantire l'atterraggio su piste corte semipreparate, fu studiato e parzialmente implementato un sistema di arresto con gancio.

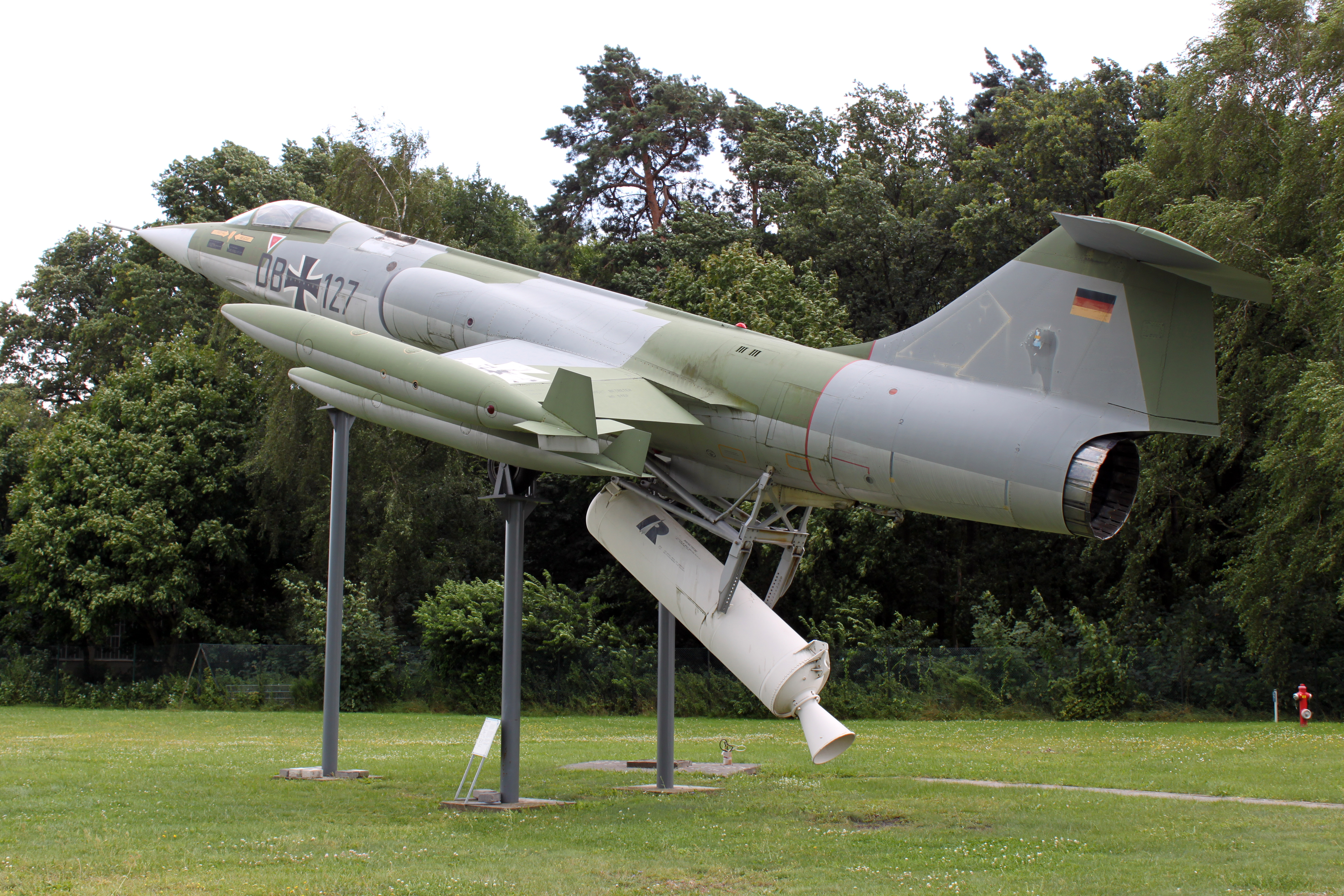
Un Lockheed F-104G ZELL esposto al Luftwaffe Museum, situato nella ex base RAF di Berlin-Gatow

La Luftwaffe sponsorizzò, nel 1963, una versione dell'F-104 per il lancio senza corsa di decollo. Furono eseguiti diversi voli prova, sia presso la base di Edwards che, dal 1966, presso la base aerea di Lechfeld. In otto secondi l'aereo veniva spinto ad una velocità di 500 km/h dopodiché il razzo ausiliario si sganciava ed il volo proseguiva normalmente.
Il sistema ZLL, però, continuava a richiedere per l'atterraggio una pista più o meno convenzionale (anche un tratto stradale abbastanza lungo e rettilineo poteva essere sufficiente, ma a quel punto sarebbe stato meno problematico un decollo JATO con razzi ausiliari o STOL) oltre ai problemi di logistica per lo spostamento via terra di strutture abbastanza ingombranti, aggravati da motivi di sicurezza specialmente in presenza di munizionamento nucleare. Per queste ragioni sia il programma statunitense che quello sovietico vennero abbandonati, anche in vista dello sviluppo di missili terra-aria più avanzati che risolvevano il problema della difesa dello spazio aereo.

## Velivoli su cui fu sperimentato un sistema ZLL
- Republic F-84G Thunderjet
- North American F-100D Super Sabre
- Lockheed F-104 Starfighter
- Mikoyan-Gurevich MiG-19
- North American XF-108 Rapier - (solo studio preliminare)
- Avro Canada CF-105 Arrow - (solo studio preliminare)